# Mårten Garbring
Mårten Garbring, född 25 april 1918 i Kville i Bohuslän, död 5 oktober 2006 i Göteborg, var en svensk målare. 
Han var son till handlaren Anders Oscar Göransson och Gerda Maria Siberg och från 1947 gift med Märta Linnéa Andersson. Garbring studerade först konst under kvällskurser vid Slöjdföreningens skola i Göteborg och vid Valands målarskola 1943–1945 samt under studieresor till USA, England, Norge och Danmark. Hans konst består av naturalistiskt hållna landskap och stilleben i olja.